# Tiffany Midge
Tiffany Midge és una poetessa ameríndia (membre registrada de la tribu reconeguda Standing Rock) que pertany a la Nació Lakota hunkpapa. La seva la poesia es caracteritza per la seva representació d'un jo dividit per diferents identitats, i per una forta vena humorística.
També ha escrit contes curts i erotisme, incloses les contribucions a la col·lecció Without Reservation, editada per Kateri Akiwenzie-Damm.
El seu llibre Outlaws, Renegades and Saints: Diary of a Mixed-Up Halfbreed fou premiat amb el Premi de Poesia Diane Decorah pel Cercle d'Escriptors Nadius d'Amèrica en 1994.
"La seva poesia ha estat encarregada per un conjunt coral del compositor Seppo Pohjola de Finlàndia i adaptat a l'obra dramàtica, “Cedars”, produïda pel Teatre Amerindi Red Eagle Soaring."
Entre altres activitats, Midge actualment edita la secció de poesia de la revista d'art The Raven Chronicles.

## Obres

### Llibres/capítols
- Guiding the Stars to Their Campfire, Driving the Salmon to Their Beds (Gazoobi Tales, 1994)
- Outlaws, Renegades and Saints : Diary of a Mixed-Up Halfbreed (Greenfield Review Press, 1996)
- Animal Lore and Legend : Buffalo (Scholastic Trade, 1995).

### Antologies que contenen treballs de Tiffany Midge
- Without Reservation: Indigenous Erotica, Kateri Akiwenzie-Damm (Editor), (Kegedonce).
- Growing Up Ethnic in America, by Maria M. Gillan, Jennifer Gillan (Editors), (Viking 1998).
- Identity Lessons: Contemporary Writing About Learning to Be American, by Maria M. Gillan, Jennifer Gillan (Editors), (Viking 1998).
- A Shade of Spring, Florene Belmore (Editor), 1998.
- The Poem and the World: The Seattle Sister Cities Poetry Anthologies, Volume 4, 1998.
- Reinventing the Enemy's Language : Contemporary Native Women's Writing of North America, (Edited by Joy Harjo and Gloria Bird), W.W. Norton. (Hardcover)

### Obra crítica sobre Tiffany Midge
- The Nature of Native American Poetry, by Norma Wilson (identifies Midge as part of "The New Generation")